# Peru na Letních olympijských hrách 1984
Peru se účastnilo Letní olympiády 1984 v americkém Los Angeles ve 3 sportech. Zastupovalo ho 35 sportovců (19 mužů a 16 žen).

## Medailisté
| Medaile | Jméno          | Sport             | Soutěž    |
| ------- | -------------- | ----------------- | --------- |
| Stříbro | Francisco Boza | Sportovní střelba | muži trap |